# Drago Trumbetaš
Drago Trumbetaš (Velika Mlaka, 28. prosinca 1937. – Velika Gorica, 29. travnja 2018.), bio je hrvatski romanopisac, dramatik, pjesnik, slikar, ilustrator i kazališni glumac. Bio je gastarbajterom više od tri desetljeća, što je bilo njegovo tematsko nadahnuće u slikama i knjževnim djelima. Kao likovni umjetnik po duhovnom srodstvu blizak je hrvatskim umjetnicima okupljenim u skupinu Zemlja, a u međunarodnim okvirima stvaralaštvu Otta Dixa i Georgea Grosza.

## Životopis
Drago Trumbetaš rodio se je u Velikoj Mlaki 1937. godine, u turopoljskoj plemenitaškoj obitelji. U rodnoj Velikoj Mlaki pohađao je pučku školu od 1945. do 1949. godine. U Velikoj Gorici 1952. godine položio je malu maturu. U Zagrebu je 1956. godine završio Grafičku industrijsku školu. Završio je za ručnog slagara. Iste godine zaposlio se u Grafičkom zavodu Hrvatske gdje je radio na poslovima Enciklopedije. Godine 1957. pobjegao je u Austriju zbog stroge partijske kontrole, no brzo se vratio na stari posao. Odsluživši dvogodišnji vojni rok, zaposlio se na novom mjestu, kao geodetsko-tehnicki crtač u Zavodu za komasacije SRH. Bio je grafički urednik triju časopisa: Savremene tehnike, ABC tehnike i Delte. Godine 1966. opet je otišao u inozemstvo, ovog puta u SR Njemačku. Zaposlio se u Frankfurtu na Majni gdje je radio na pakiranju, potom kao slagar.
Likovnu strast iskazao je još sa šest godina, kad je portretirao svoje susjede. U školi su uočili njegov dar pa su ga zaduživali crtati krilatice, te slali na crtanje u prirodu.
Na redovitom služenju vojnog roka, čiji je dvogodišnji rok služio u BiH (Brčko), Srbiji (Vranje) i Hrvatskoj (Slavonski Brod), crtao je apstraktne crteže. Kao mlađi, bavio se nekolicinom športova.
Malo po dolasku u SR Njemačku opet se dao u crtanje, crtajući motive iz rodnoga Turopolja. Godine 1975. Božo Biškupić priredio mu je samostalnu izložbu u kuli Lotrščaku. Objavio je grafičku mapu Gastarbaiter, a predgovor mu je napisao Veselko Tenžera. Hrvatski je filmaš Bogdan Žižić snimio i dokumentarni film o Trumbetašu.
I u ciklusu crteža Gastarbeiter (preko antijunaka Tončeka), te nekoliko desetljeća poslije, u svom romanu Pušači i nepušači, iskazao je tešku muku gastarbajtera koji su silom prilika otišli raditi u SR Njemačku, Austriju, Francusku, prikazujući 1960-e kad su likovi donosili sudbonosne odluke o odlasku na privremeni rad u inozemstvo. To razumijevanje za ljude s dna, teške sudbine, provlačilo mu se i u kasnijim ciklusima. U ciklusu crteža bavio se zemljacima, a u romanu Pušači i nepušači i drugim narodima (iz Turske, Hrvatske, Crne Gore, BiH, Makedonije, Srbije, Grčke, Slovenije, Italije, Portugala, Španjolske), a ondje je opisao sudbine gastarbajtera iz tih zemalja. Poslije tog prvog ciklusa crteža izlagao je diljem SR Njemačke, čak 60 u 4 godine, od 1976. do 1980. godine, a o njemu su i druge televizijske postaje snimile dokumentarne filmove.
Potom je nacrtao novi ciklus Bankfurt ist Krankfurt u kojem je kritično progovorio o pokvarenosti u europskom društvu. U Pušačima i nepušačima progovorio je baš o tome kako se gastarbajtere, koji su bili iz svih društvenih razreda, bez milosti ponižava i iskorištava.
Godine 1980. prenio je dio privatne knjižnice kući u Hrvatsku. Jugokomunističke vlasti optužile su ga za širenje neprijateljske propagande. Prigodom seljenja među knjigama pronašli su mu primjerke hrvatskoga emigrantskog tiska. Brzo je osuđen na godinu i pol zatvora. Srećom po njega, već je postao poznatije ime u kulturnim krugovima, što se prenijelo i do političkih vrhova. Uskoro su se za nj zauzeli i tražili neka ga se oslobodi Egon Bahr, ministar, Heinrich Boll, njemački književnik, Hans Dietrich Genscher, ministar, a na kraju i sami njemački kancelar Willy Brandt. Akcija je urodila plodom pa je Vrhovni sud SR Hrvatske smanjio zatvor na pola godine, a odrobijao ga je u Zagrebu i Staroj Gradišci.
Godine 1987. Trumbetaš opet je otišao u SR Njemačku. Radio je na raznim poslovima i crtao nove cikluse.
Godine 1988. pokušao je okupiti ljudstvo koje bi radilo na "Gastarbajterskoj enciklopediji", no nije našao razumijevanja među gastarbajterima, pri čemu je i tuđa zavist imala veliku ulogu.
Godine 2001. ilustrirao je Malu ilustriranu hrvatsku povijest za koju je autor teksta bio povjesničar Hrvoje Matković.
Godine 2007. objavio je svoj prvi roman, roman o gastarbajterima, Pušači i nepušači. Suprotivo stilu hrvatskih pisaca "neka osoba došla u neki grad u neku krčmu i ondje srela neke prijatelje, koji su pijani, pjevali neke ustaške loše pjesme i bili zatvoreni u neku popravnu ustanovu", Trumbetaš poimence imenuje naselja o kojima se radi, likovi govore svojim jezikom u narječju. Prema potrebi, Trumbetaš u djelu na početku svakog poglavlja ima kratke uvode iz tiska ili djela nekih pisaca. Trumbetaš piše jednostavno, čitko, a intrigantno, dobro se služeći kratkim opisima.
Bio je temom radova poznatim piscima i likovnim kritičarima. O njemu su pisali među ostalima: Josip Bratulić, Božo Biškupić, Elena Cvetkova, Josip Depolo, Branimir Donat, Darko Glavan, Vlado Gotovac, Zvonimir Milčec, Josip Škunca, Nada Vrkljan-Križić, Radovan Vuković, Igor Zidić i Ivica Zupan.
U Njemačkoj o njemu su pisali: Rosi Wolf-Almanasreh, Rudi Seitz i Gerhard Zwerenz.
U Makedoniji o njemu su pisali: Naido Petruševski i Zlatko Teodosievski.
Uhićenje i zatvaranje 1980. godine nije bio jedini put kad ga je proganjala jugokomunistička vlast. U Hrvatskoj mu je Partija zabranila prirediti samostalne izložbe u Velikoj Gorici. Kobne 1980. udarila ga je medijska cenzura: časopis Oko nije mu htio objaviti ”Gastarbeiterske pjesme”.
U Hrvatskoj je svoju prvu samostalnu izložbu imao tek 1995. godine, u Velikoj Gorici. Prvi dolični izložbeni prijam u domovini dočekao je 1997. godine kad mu je Muzej suvremene umjetnosti u Zagrebu priredio retrospektivni prikaz njegova opusa.
Ukupno je izlagao na više od 160 samostalnih i više od 200 skupnih izložbi.
Umirovio se 1998. godine, a s umjetničkom djelatnošću nastavio je i dalje, pa je nastavio crtati, pisati i izlagati. Živio je u Njemačkoj (u Frankfurtu na Majni) i u Hrvatskoj, u rodnoj Velikoj Mlaki.
U mro je u Velikoj Gorici 2018. godine.

## Djela
Slikarska
- ciklus Gastarbeiter
- ciklus Bankfurt ist Krankfurt
- ciklus Ex libris
- ciklus Život kao zmija
- ciklus Ljudsko smetlište (prizori iz zatvora u Staroj Gradišci)[1]
- ciklus Lieber Vincent - dopisivanje s van Goghom
- kalendari s turopoljskim motivima

Književna
- dnevnik sa skicama
- drama Sadisti, praizvedena 1986. u Subotici pod naslovom Nepušač (glumio u predstavi)
- drama Lopov
- drama Der Kassierer
- knjiga pjesama Gastarbeiter-Gedichte
- roman Pušači i nepušači

Ilustracije
- Mala ilustrirana hrvatska povijest, Naklada P.I.P. Pavičić, Zagreb, 2001. (suautor, autor teksta Hrvoje Matković)[4]
- Radni dan krapinskog pračovjeka: priča o ljudima iz pleistocena, Pučko otvoreno učilište, Velika Gorica-Krapina, 2001. (autorica Dubravka Bauernfreund)[6]
- Hommage, Nova stvarnost, Zagreb, 2002., (autorica Đurđa Jandriš-Parać)[6]
- Turopole moje: joa i ti-jeno zanaviek, Udruga umjetnika Spark, Velika Gorica, 2005. (autorica Đurđa Jandriš-Parać)[6]
- Kajkavijana zgubidana: pjesme, Šćitarjevo, 2012. (autor Dragutin Dubravčić)[7]
- Balade Petrice Kerempuha: izbor, Pučko otvoreno učilište, Velika Gorica, 2017., (autor Miroslav Krleža)[6]

## Nagrade
- 2002.: Nagrada za životno djelo Zagrebačke županije.[8]

## Vanjske poveznice
- HRT[neaktivna poveznica] Treće doba: Drago Trumbetaš
- Sunčica Furdek/M.Š., Izložba Otuđeni životi, HRT, 13. prosinca 2017.
- Antun Maričić, Plemeniti autsajder In memoriam Drago Trumbetaš, // Ars Adriatica, br. 8, (2018.), str. 242. – 246. (Hrčak)